# Grundshagen
Grundshagen ist ein Ortsteil der Stadt Klütz im Landkreis Nordwestmecklenburg in Mecklenburg-Vorpommern.

## Geografie und Verkehrsanbindung
Grundshagen liegt nordwestlich der Kernstadt Klütz an der Kreisstraße K 12. Südlich verläuft die Landesstraße L 01.
Westlich und südwestlich vom Ort erstreckt sich das etwa 2600 ha große Landschaftsschutzgebiet Lenorenwald (siehe Liste der Landschaftsschutzgebiete in Mecklenburg-Vorpommern, L 113).

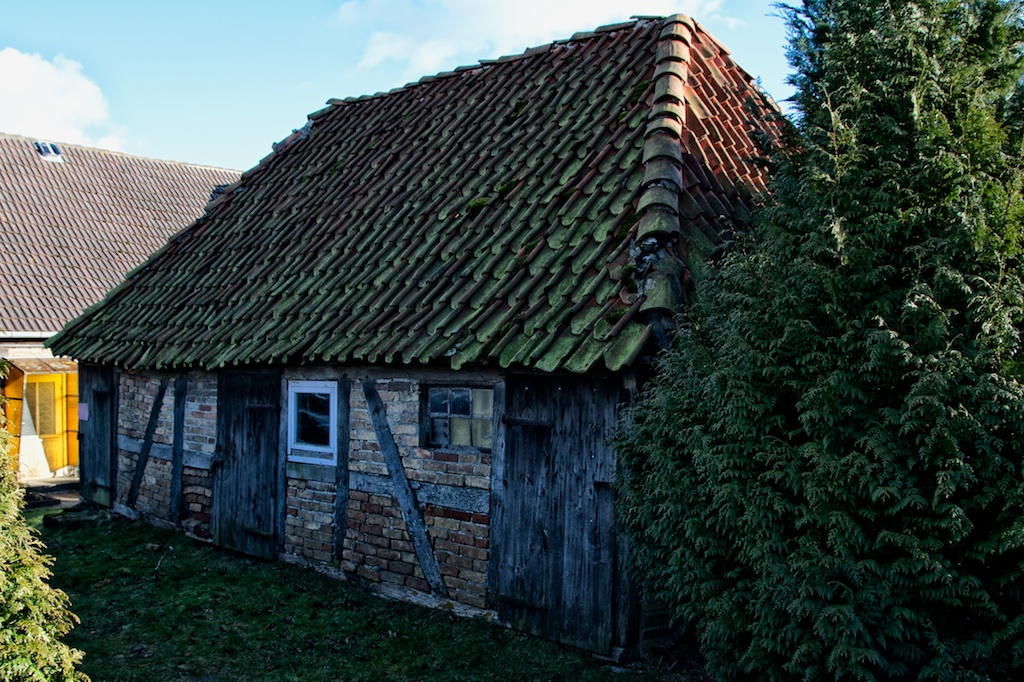
Stall an der Bushaltestelle in Grundshagen (Februar 2013)

## Sehenswürdigkeiten
In der Liste der Baudenkmale in Klütz sind für Grundshagen zwei Baudenkmale aufgeführt:
- Stall an der Bushaltestelle (Dorfstraße)
- Gutshaus